# 日本の理工科学校
日本の理工科学校（にほんのりこうかがっこう）は、日本にかつて存在した技術者育成機関、工業学校など理工科系の学校および養成所の一覧。

## おもな学校

### 高等教育機関等
1903年専門学校令以降の旧制高等工業学校（旧制高等専門学校）及び旧制大学の工業大学については、高等工業学校（旧制専門学校）を参照。カッコ内は（各学校種別及び各学部の昇格年）。
- 学寮（林羅山, 忍岡, 1630年）
- 閑谷学校（1668年）
- 昌平坂学問所（1800年）
- 幕府洋学所
- 長崎海軍伝習所（幕府, 1855年）
- 集成館　（薩摩藩, 1857年）
- 三重津海軍所海軍寮（佐賀藩, 1859年）
- 攻玉塾、攻玉社（1863年）攻玉社工学校（1886年）　-　後身校:攻玉社工科短期大学
- 攻玉塾分校航海術測量習練所―商船黌(1881年)　東海商船学校・鳥羽商船学校　-　後身校:鳥羽商船高等専門学校
- 坑師学校（1863年）
- 沼津兵学校（1868年）
- 海軍操練所（1869年）
- 生野学校（1869年）
- 函館技師学校
- 横須賀造船所技術学校「學舎（こうしゃ)」（1870年）
- 大阪舎密局舎密学校（1869年） / （大阪）開成所（1880年）　-　京都帝国大学理工科大学（1897年）
- 製器学校
- 順天求合舎普通測写学校
- 石川学校
- 開工舎
- 工学寮（1871年、工部大学校の前身の工学寮とは別組織）
- 工部省電信修技教場（1871年）/逓信省電信修技修技学校（本校東京、分校大阪、1873）　-　後身校:東京電信学校（1949年）
- 工部省赤羽製作所　工学寮(・1873年）工部大学校（1877年）　-　後身校:帝国大学工科大学
- 内務省勧業寮農事修学場開成学校内製作学教場（1874年-1877年）
- 逓信省商船学校、商船航海学校（1875年）　-　後身校:東京商船学校（1957年）
- 新潟学校百工化学科（1876年-1880年）
- 東京大学理学部　-　帝国大学理科大学/工科大学
- 東京大学理学部工学科/工芸学部　-　帝国大学工科大学
- 札幌農学校工学科(土木工学科) 　-　東北帝国大学農科大学土木科 室蘭工業専門学校と合併し、後身校:室蘭工業大学（大学・1949年）
- 工部省鉄道局工技生養成所（・1877年）
- 工学舎商船学校（大阪と函館, 1879年）
- 東京職工学校（1881年）東京工業学校（・1890年）東京高等工業学校（・1901年）　-　後身校:東京工業大学（大学・1929年）
- 東京工業学校併設工業教員養成所（1894年）
- 東京物理学講習所（・1881年, 後東京物理学校)　-　後身校:東京理科大学（大学・1949年）
- 金沢工業学校土木学校（1887年）
- 石川県専門学校（啓明学校）・石川県工業学校（・1900年）　-　金沢高等工業学校（第11高工、1920年）、後身校:金沢大学工学部（大学・1949年）- 金沢大学理工学域
- 工手学校（・1888年） -　後身校:工学院大学（大学・1949年）
- 三菱商船学校　-　東京商船大学（1957年）、後身校:東京海洋大学（大学・2003年）
- 大日本水産会水産講習所（1889年）　-　後身校:東京水産大学（大学・1949年）、東京海洋大学（大学・2003年）
- ハリス理化学校(・1890年)　-　後身校:同志社大学理工学部（大学・1949年）
- 陸軍砲工学校(・1890年)
- 海軍造船工学校(・1890)
- 青森専門学校農工化学科
- 蚕業講習所（・1896年, 後東京高等蚕糸学校)　-　後身校:東京農工大学工学部（大学・1949年）
- 大阪工業大学 (旧制)（・1896年）大阪高等工業学校（・1901年）　-　後身校:大阪大学工学部（大学・1933年）
- 機関術練習所（・1897年）　-　後身校:海軍工機学校
- 京都蚕業講習所（・1899年,後京都高等蚕糸学校）・京都高等工芸学校（1902年）　-　後身校:京都工芸繊維大学（1949年）
- 東京工芸学校（・1901年）東京高等工芸学校（第6高工、1918年）　-　後身校:千葉大学工学部（大学・1949年）
- 関西商工学校(・1902年)
- 赤池鉱山学校(・1902年)
- 東京商工学校（・1903年）聖橋高等工学校　-　後身校:埼玉工業大学（大学・1976年）
- 東亜鉄道学校(・1904年)
- 逓信省逓信官吏練習所（・1905年）
- 第五高等学校 (旧制)工学部、熊本高等工業学校（第2高工　1906年）　-　後身校:熊本大学工学部（大学・1949年）
- 日本工芸学校(・1906年)
- 京都工学校(・1907年)
- 私立工学校(・1907年)
- 電機学校（・1907年）　-　後身校:東京電機大学（大学・1949年）
- 日本工科学校(・1908年)
- 明治工学校(・1908年)
- 東京工科学校（1908年）　-　後身校:日本工業大学（大学・1967年）
- 鉄道教習所鉄道院中央教習所（・1909年）
- 九州鉄道駅務伝習所
- 中央工学校(・1909年）
- 修成工学校(・1910年）修成工業学校  -  後身校:修成建設専門学校
- 早稲田工手学校(・1911年)  -  後身校:早稲田大学芸術学校（専門・2001年）
- 九州電気工学校(・1911年) - 後身校:九州電気専門学校
- 名古屋電気学園（・1912年）- 後身校:愛知工業大学（大学・1959年）
- 私立電気工学講習所（・1914年）立命館高等工科学校（・1938年）立命館日満高等工科学校（・1939年）立命館専門学部工学科（旧制工専・1942年）　-　後身校:立命館大学理工学部（大学・1949年）
- 呉海軍工廠技手養成所（・1919年）
- 日本大学高等工学校（専門部・1920年）日本大学(旧)工学部（学部・1927年）　-　後身校:日本大学理工学部・大学院理工学研究科（学部・1949年）
- 早稲田大学理工学部（学部・1920年）-  早稲田大学理工学術院
- 中央気象台付属測候技術官養成所（・1922年）　-　後身校:気象大学校（大学・1962年）
- 関西工学専修学校（・1922年）関西高等工学校、関西高等工業学校、摂南高等工業学校、摂南工業専門学校（旧制工専・1944年）　-　後身校:大阪工業大学（大学・1949年）
- 小西寫眞専門学校（旧制専門・1923年）、東京写真専門学校（改称・1926年）、東京写真工業専門学校（旧制工専・1944年）-　後身校 : 東京写真短期大学（短期大学・1950年）、東京写真大学（大学・1966年）、東京工芸大学（改称・1977年）
- 明星実務学校（・1923年）　-　後身校:明星大学（大学・1964年）
- 自動車運転技能教授所（・1924年）　-　後身校:北海道工業大学（大学・1967年）
- 大阪無線電気学校（・1924年）東亜電気通信工学校/大阪高等通信工学院　-　後身校:大阪電気通信大学（大学・1963年）
- 浅野高等工学校(・1925年）- 後身校:浅野工学専門学校
- 東京高等工商学校（実業学校・1927年）－ 芝浦工業専門学校（専門学校・1944年）-　後身校:芝浦工業大学（大学・1949年）
- 大阪鉄道学校（・1928年）　-　後身校:大阪産業大学（大学・1965年）
- 早稲田高等工学校 (1928年)
- 日本大学専門部工科（専門部・1929年)　-　日本大学第二工学部（大学・1947年）　-　後身校:日本大学工学部（大学・1966年）
- 武蔵高等工科学校 (実業学校・1929年)　-　武蔵工業専門学校（専門学校・1942年）　-　後身校:武蔵工業大学（大学・1949年）－東京都市大学（名称改称・2008年）
- 大阪工学校(・1935年）  -  後身校:太成学院大学（大学・2003年）
- 九州工学校(・1936年)  -  後身校:西日本工業大学（大学・1967年）
- 名古屋第一工学校（・1938年）　-　後身校:中部大学（大学・1966年）
- 大同工業学校（・1939年）　-　後身校:大同大学（大学・1964年）
- 大鉄工学校(・1939年）  -  後身校:阪南大学（大学・1965年）※但し現在は工学系の学部は存在しない
- 大阪工業経営専門学校  -  後身校:大阪商科大学高等商業部
- 日本工農学校(・1941年)
- 日本政府所管・興亜工業大学（大学・1942年）（1946年に千葉工業大学と改称）
- 官立無線電信講習所(・1942年)　-　後身校:電気通信大学（大学・1949年）
- 徳島工科学校(各種学校・1943年)　-　後身校:学校法人徳島城南学園徳島工業短期大学
- 南日本飛行学校(・1955年)　-　後身校:九州工業短期大学（1966年)九州学院大学（大学・1968年）第一工業大学（大学・1985年）
- 北陸電波学校(・1957年）　-　後身校:金沢工業大学（大学・1965年）

### 中等教育程度
旧制中等工業学校を参照
- 東京工業専門学校電波兵器技術専修学校(・1944年)　-　後身校:東京工業大学附属科学技術高等学校
- 鹿児島集成工学校  -  後身校:学校法人津曲学園
- 長門工業学校（・1914年）　-　後身校:山口県立宇部工業高等学校